# مستعمره کیفری

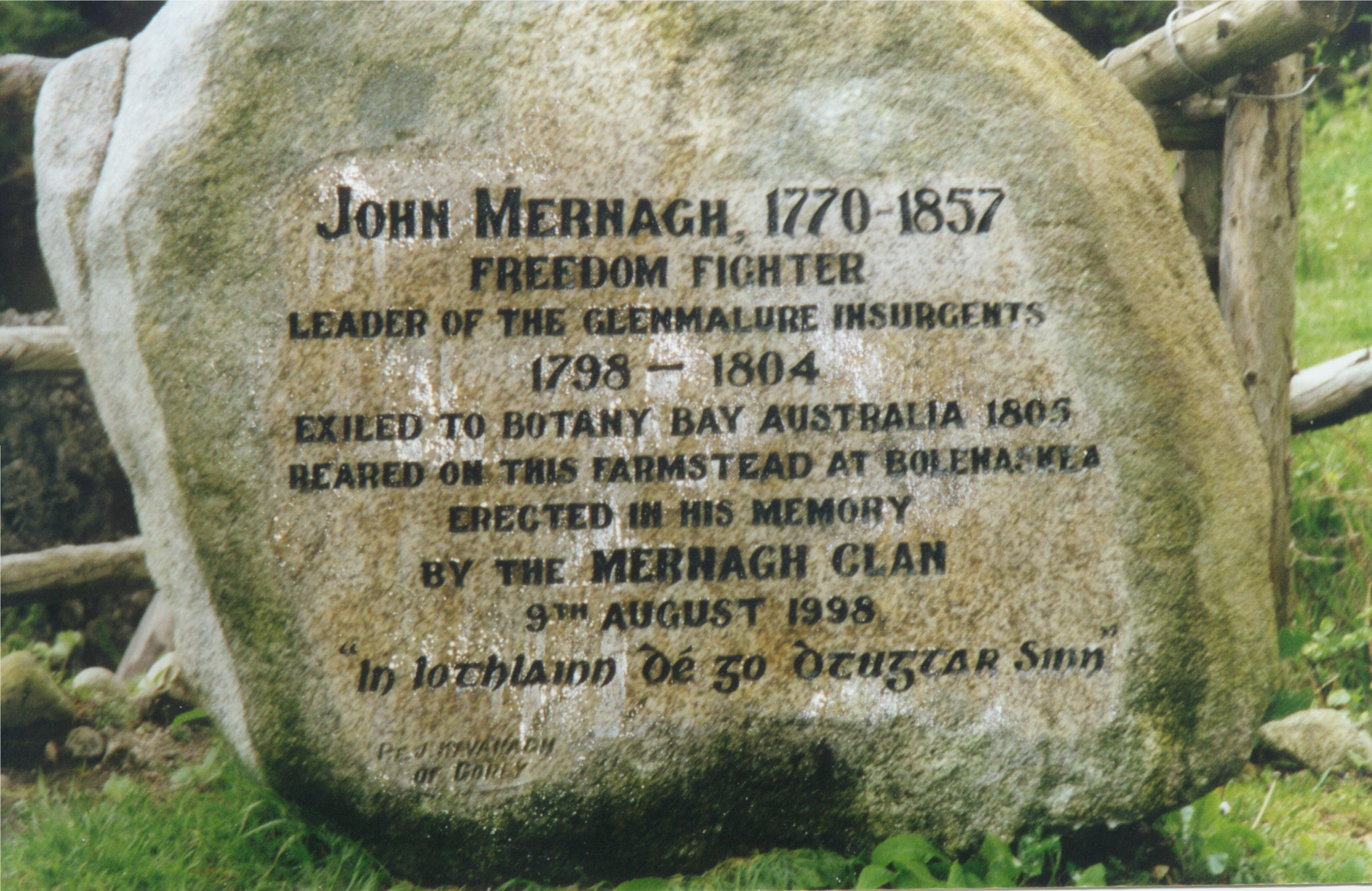
لوح یادبودی که در سال ۱۹۹۸ در مستعمره خلیج بوتانی استرالیا به یاد یک مبارز ایرلندی که به این مستعمره تبعید شده بود، درگذشت و در آنجا به خاک سپرده شد.

مستعمره کیفری (به فرانسوی: Colonie pénale) یک سکونتگاه دورافتاده (معمولاً یک جزیره یا مستعمره دورافتاده) است که برای تبعید زندانیان و منزوی کردن آنها از بقیه جمعیت در جامعه زندانیان تحت نظارت یک نگهبان قدرتمند استفاده می‌شود.
مستعمرات کیفری قبلاً برای استثمار زندانیان برای کارهای سخت کیفری در بخشی از کشور (بیشتر مستعمره) که هنوز از نظر اقتصادی توسعه نیافته بود، در مقیاس بزرگتر از یک مزرعه زندان استفاده می‌کردند. بریتانیا، فرانسه و سایر امپراتوری‌های استعماری از مناطقی از آمریکای شمالی، استرالیا، کالدونیای جدید و سایر مناطق به عنوان مستعمرات کیفری استفاده می‌کردند، جایی که شرایط برای زندانیان خیلی بهتر از شرایط جوامع برده‌داری نبود.